# Itutu
Itutu, un mot yoruba qui peut être traduit par "cool", a été utilisé par les Yoruba et plus récemment par les historiens de l'art africanistes pour décrire l'esthétique qui caractérise une grande partie des yoruba et certains arts afro-américains. L'esthétique Itutu comprend l'apparence de la beauté physique ou sexuelle tout en ayant un visage humble, calme et recueilli que l'on retrouve dans de nombreuses sculptures Yoruba. Robert Farris Thompson, de l'université de Yale, a suggéré que l'Itutu est à l'origine de l'idée américaine du "cool". Son article de 1973 intitulé "An Aesthetic of the Cool" retrace l'idée d'Itutu des Yoruba à plusieurs autres civilisations africaines et enfin aux Amériques, où les descendants d'Africains ont perpétué l'importance d'être "cool".